# Dan Flavin (político)
Daniel Thomas Flavin (Joliet, 31 de mayo de 1957 – Lake Charles, 6 de junio de 2024) fue un político estadounidense. Fue miembro del Partido Republicano para el distrito 36 de la Cámara de Representantes de Louisiana.

## Vida y carrera
Flavin asistió a la Universidad Estatal McNeese. Fue agente de bienes raíces. Sirvió en la Cámara de Representantes de Louisiana desde 1996 hasta 2005. Flavin falleció en Lake Charles, Louisiana, el 6 de junio de 2024, a la edad de 67 años.